# PEN America

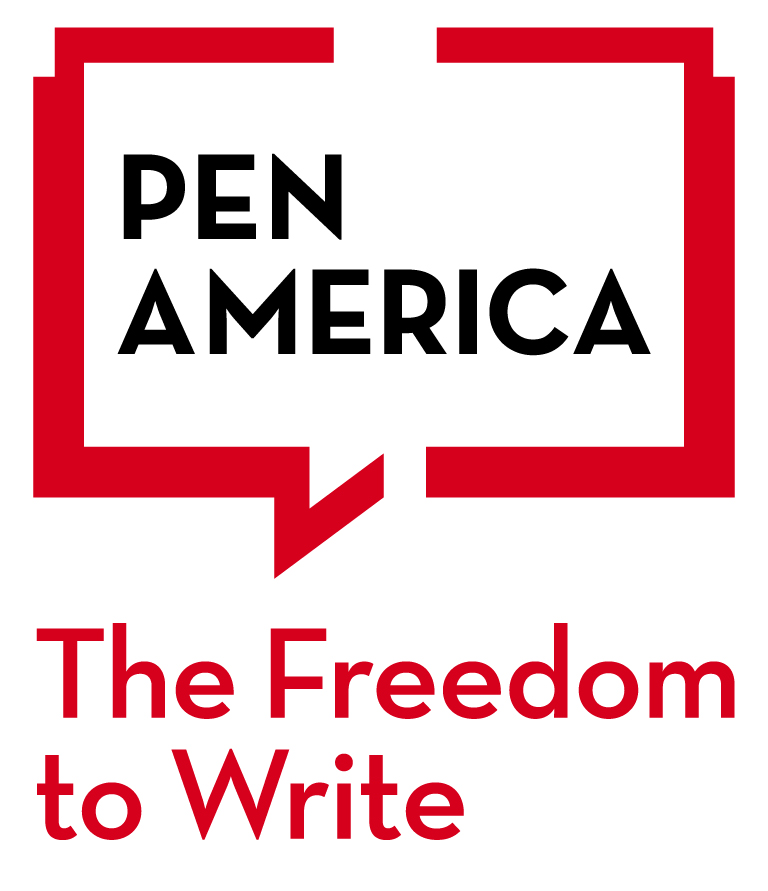
Logo des Autorenverbandes

PEN America ist ein US-amerikanischer Autorenverband. Er wurde am 19. April 1922 unter dem Namen „PEN American Center“ in New York gegründet. Seit dem 1. März 2018, nach der Fusion mit dem „PEN Center USA“ in Los Angeles, firmiert er unter dem Namen „PEN America“. Neben dem Hauptsitz in New York City hat der Verband Niederlassungen in Washington, D.C. und Los Angeles sowie zehn weiteren regionalen Zweigstellen. Seit 2013 wird der Verband von Juristin und Menschenrechtsaktivistin Suzanne Nossel geleitet.
Mit 7500 Mitgliedern (Stand: 2023) gehört PEN America zu den größten Verbänden innerhalb des PEN International. PEN America setzt sich nicht nur für Schriftsteller, sondern allgemein im Rahmen der „Free Expression Programs“ für das Recht auf Meinungsfreiheit ein. Weitere Tätigkeitsfelder bilden verschiedene literarische Programme wie etwa Veranstaltungsreihen in New York City, Los Angeles oder auch online und die Förderung von Schreiben und Lesen in Gefängnissen. Außerdem vergibt der Verband eine Reihe von Literaturpreisen, die jährlich in verschiedenen Kategorien vergeben werden und mit insgesamt knapp 350.000 US-Dollar dotiert sind.
Zu den bekanntesten Mitgliedern des Verbandes gehören (einschließlich bereits verstorbener Schriftsteller) Edward Albee, Paul Auster, James Baldwin, Saul Bellow, Norman Mailer, Thomas Mann, Arthur Miller, Toni Morrison, Philip Roth, Salman Rushdie, Susan Sontag und John Steinbeck.
Im April 2022 erstellte der Verband zum ersten Mal einen Bericht mit Listen und Statistiken über Buchzensur in den USA. Auf der Liste standen 1.145 Titel. Diese stammten von 874 verschiedenen Autoren, 198 Illustratoren und 9 Übersetzern. Die gemeldeten Verbote wurden in 86 Schulbezirken in 26 Bundesstaaten entweder geplant, angekündigt oder verhängt, und betrafen somit insgesamt über 2 Millionen Schüler. Unter den zensierten Büchern sind 819 Werke der Belletristik (72 %), 537 Titel der Jugendliteratur (47 %) und 209 (18 %) Bilderbücher für Kinder. Außerdem befinden sich Graphic Novels und Versromane auf der Liste. Hauptthemen der verbotenen Werken sind „Rasse und Rassismus in der amerikanischen Geschichte, LGBTQ+-Identitäten und Sexualerziehung.“ Im PEN-Bericht wurde darauf hingewiesen, dass ein weiterer Bericht der American Library Association für den gleichen Zeitraum zu ähnlichen Ergebnissen gekommen war. Insgesamt wurden Fällen von Buchverboten in etwa die Hälfte aller US-Bundesstaaten registriert, wobei fünf davon für jeweils über 100 Verbote verantwortlich waren: Texas, Florida, Missouri, Utah, und South Carolina. Bis Ende 2022 stieg die Zahl der aussortierten Titel in Schulen und Bibliotheken auf 1.477.
Im Oktober 2024 gab die seit 2013 amtierende Geschäftsführerin von PEN America, Suzanne Nossel, ihren Rücktritt  bekannt, nachdem die Organisation wegen ihrer Reaktion auf den Gaza-Konflikt kritisiert wurde und wichtige Veranstaltungen aufgrund von Gegenreaktionen abgesagt werden mussten.